# Energetically Autonomous Tactical Robot
El EATR es un proyecto llevado a cabo conjuntamente entre Robotic Technology Inc. (RTI) y Cyclone Power Technologies Inc. Ambas compañías están realizando el EATR para los proyectos militares del ejército de los estados Unidos mediante DARPA. EATR es un proyecto ambicioso, un proyecto que podría cambiar la manera de ver la robótica en el futuro y la manera de concebir las energías renovables y los combustibles.
EATR es un vehículo robótico capaz de alimentarse con plantas, transformándolas en biomasa para usarlas como combustible para sí mismo, algo similar a lo que haría un animal herbívoro cualquiera. Algunos rumores en internet y otros medios apuntaban a que el robot podría también ingerir restos humanos. Cyclone Power Technologies afirmaron que EATR no estaba fabricado para poder consumir biomasa animal o humana y que el EATR posee sensores capaces de distinguir sobre que tipo de materiales tiene delante para consumir solo los adecuados. A pesar de eso, en los papeles del proyecto de las listas RTI se incluye como combustible la grasa de pollo.

## Funcionamiento
El robot funciona con un motor de Cyclone, el cual es un motor híbrido entre motor de combustión externa y un motor de Rankine basado en el ciclo Schoell. El motor es capaz de activar los movimientos del vehículo, además de ser utilizado para recargar las baterías que hacen funcionan los sensores, brazos y dispositivos auxiliares.

### Combustibles útiles para el EATR
El EATR está programado para consumir ciertos tipos de vegetación, y solo esos tipos de vegetación. EATR pueden ingerir biomasa con el fin de convertirlo en su propio combustible. EATR También puede utilizar otros combustibles, como gasolina, queroseno, aceite de cocina, o la energía solar. La compañía también incluye la "grasa de pollo", tal cual hemos citado antes, como una de sus fuentes de combustible en las especificaciones generales del proyecto.
El sistema se prevé que consumirá por cada 100 millas de conducción (unos 160 kilómetros) unas 150 libras de vegetación (unos 68 kilogramos).